# Jutta von Biel
Jutta Mary Baroness von Biel (* 21. September 1909 in Weitendorf (bei Brüel), Kreis Wismar, Mecklenburg; † 27. Dezember 1965 in München) war eine deutsche Schriftstellerin und Nachrichtenagentin.

## Leben und Tätigkeit
Biel war das vierte von fünf Kindern des Gutsbesitzers und Weltreisenden Karl Joseph von Biel (1873–1944) und seiner Ehefrau Anna (1874–1952), geb. v. Plessen. Sie ging in Schwerin, Stift in Potsdam, Berlin und München zur Schule. Das Abitur legte sie aufgrund eines Drüsenleidens nicht ab. Stattdessen verbrachte sie die Zeit, zu der ihr Schulabschluss fällig gewesen wäre, zusammen mit ihrer Mutter zur Festigung ihrer Gesundheit eine Zeitlang auf Reisen.
Nach ihrer Wiederherstellung nahm Biel Schauspielunterricht, wobei sie bald ein starkes Interesse am neuen Medium des Films und hierbei speziell an der technisch-gestalterischen Komponente der Filmproduktion entwickelte. Dementsprechend absolvierte sie ein Volontariat bei der „Aktiengesellschaft für Film-Fabrikation“ (Afifa). Anschließend erhielt sie eine Stellung bei der Presseabteilung der UFA in Berlin. Nebenbei schrieb sie für Zeitschriften wie dem Filmcourier.
1933 erhielt Biel das Angebot den Posten einer Regieassistentin bei der Universal-Film zu übernehmen, was aber schließlich nicht zustande kam, da die maßgeblichen Männer der Firma, die ihr diese Stellung in Aussicht gestellt hatten, infolge der Regierungsübernahme durch die Nationalsozialisten nach Paris übersiedelten und sie keine engen Beziehung zur neuen Firmenleitung hatte. Versuche Biels, in den folgenden Jahren durch das Verfassen von Filmentwürfen in die Filmproduktion hereinzukommen, waren nicht erfolgreich.
Parallel zu ihrer glücklosen Karriere in der Filmbranche begann Biel im Jahr 1933 eine Nebenlaufbahn einzuschlagen, indem sie sich nachrichtendienstlich betätigte: Nachdem sie bereits zum 1. September 1932 der NSDAP beigetreten war (Mitgliedsnummer 1.313.419), wurde sie 1933 als Agentin vom Sicherheitsdienst der SS (SD) angeworben. Im Auftrag von Hermann Behrends, dem Chef des SD-Oberabschnitts Ost, spionierte Biel seit dem Frühjahr 1934 in Berlin dortige Society-Kreise aus, zu denen sie aufgrund ihrer Herkunft Zugang hatte. Zu den Personen, über die sie Informationen sammelte und an den SD übermittelte, gehörte die Schauspielerin Brigitte Helm und der Diplomat Wilhelm Solf. Ende Juni 1934 setzte Biel den Berliner SD über die bevorstehende Flucht ins Ausland des Schriftstellers Edgar Jung in Kenntnis, der als Ghostwriter der regimekritischen Marburger Rede des Vizekanzlers Franz von Papen ins Visier des Regimes geraten war. Dieser hatte ihr vertraulich über seine Fluchtpläne berichtet. Jung wurde daraufhin am 25. Juni 1934 verhaftet und in der Nacht vom 30. Juni zum 1. Juli 1934 in einem Wald bei Oranienburg erschossen.
Berufsbedingt wurde Biel 1936 Mitglied des Reichsverbandes deutscher Schriftsteller (Fachschaft Erzähler), später der Reichsschrifttumskammer, aus der sie 1940 wieder ausschied, nachdem sie aufgrund einer Gallenerkrankung von 1938 bis 1940 weitgehend untätig gewesen war. Während des Zweiten Weltkriegs war Biel für die Wehrmacht tätig.
Nach dem Zweiten Weltkrieg lebte Biel zunächst im Regierungsdurchgangslager Dachau. Von dort zog sie am 18. Februar 1952 nach Dachau, wo sie erst in der Hochstraße 19 und ab dem 15. Juni 1957 in der Wohnanlage Würmmühle 4 (diese trug seit dem 28. Juni 1962 den Namen Herbersthausener Straße 11) wohnte.